# Сторінка гумору
Сторі́нка гу́мору (англ. cartoon) — форма візуального мистецтва, зображення нереалістичних або напівреалістичних двовимірних малюнків або контурів для розфарбовування, призначених для ілюстрування сатиричних або гумористичних творів, карикатура або назва художнього стилю подібних робіт.[джерело?]
Концепція зародилася в часи Середньовіччя і вперше описана як ескіз малюнка для завершеного витвору (наприклад: живопис, фреска, гобелен або вітраж). З плином часу конкретне визначення змінювалося і розширювалося.[джерело?]
У 19-му столітті воно стало значити гумористичні ілюстрації в журналах і газетах, а з початку 20-го століття і далі ця концепція застосовувалася при створенні коміксів і мальованих мультфільмів. При цьому, художник, який створює мультфільм на основі напівреалістичних малюнків, став називатися мультиплікатором.[джерело?]